# Sveakung
Sveakung kallas de gestalter som förekommer i diverse källor och skall ha härskat över ett område inom det moderna Svealands gränser med maktcentrum antingen i Birka eller Gamla Uppsala. De flesta av dessa anses inte historiska, men vissa återkommer i olika källor (till exempel finns namnlikhet mellan vissa kungar i Ynglingatal och Beowulfkvädet) eller i någorlunda samtida källor som Vita Ansgarii och anses därför som något mer sannolika. 